# IC 923
IC 923 је лентикуларна галаксија у сазвјежђу Велики медвјед која се налази на листи објеката дубоког неба у Индекс каталогу.
Деклинација објекта је + 55° 36' 55" а ректасцензија 13h 43m 16,3s. Привидна величина (магнитуда) објекта IC 923 износи 15,0 а фотографска магнитуда 16,0.